# 구이저우 FC
구이저우 FC(중국어: 贵州足球俱乐部)는 중국 구이저우성 구이양 시를 연고로 하던 과거 축구 클럽으로 2021년까지 중국 갑급리그에 참가했다.

## 연혁
- 2005년 2월 18일: 구이저우 성 축구 클럽을 기반으로 한 축구 클럽이 설립됨. 구이저우 즈청 그룹이 메인 스폰서로 참가함. 원래는 U-15, U-17 선수를 육성하는 축구 클럽이었으며 중국 축구 협회가 주최한 전국 청년 리그(유스 리그)에 참가함.
- 2008년: 시니어 팀 창단과 함께 프로 축구 클럽으로 전환됨. 중국 축구 을급리그에 참가함.
- 2010년: 을급리그 승격 플레이오프에서 3위를 차지하여 갑급리그로 승격됨.
- 2011년: 갑급리그에서 14위를 차지하여 다시 을급리그로 강등됨.
- 2012년 11월 5일: 을급리그에서 우승을 차지하면서 갑급리그로 승격됨.

## 역대 클럽 명칭
- 1992년 – 2015년: 구이저우 즈청 (贵州智诚)
- 2016년 – 2017년: 구이저우 헝펑 즈청 (贵州恒丰智诚)
- 2018년 – 2020년: 구이저우 헝펑 (贵州恒丰)
- 2021년: 구이저우 FC (贵州足球俱乐部)

## 역대 감독
| 감독              | 임기        |
| ----------------- | ----------- |
| 그레고리오 만사노 | 2017 ~ 2018 |
| 단 페트레스쿠     | 2018 ~ 2019 |